# فيليب دانيال بولدن
فيليب دانيال بولدن (بالإنجليزية: Philip Daniel Bolden)‏ مواليد 19 مارس 1995، هو ممثل أمريكي بدأ مسيرته الفنية سنة 1999.

## الأعمال
- ذا كينغ أوف كوينز
- عرض بيرني ماك
- مالكوم في الوسط
- سي إس آي: ميامي
- زوجتي وأطفالي
- هل وصلنا إلى هناك بعد
- كيف تأكل الديدان المقلية

## روابط خارجية
- فيليب دانيال بولدن على موقع IMDb (الإنجليزية)
- فيليب دانيال بولدن على موقع قاعدة بيانات الفيلم (الإنجليزية)